# Залізне поле
Залізне поле (рос. Железное поле) — радянський художній фільм 1986 року, знятий на Свердловській кіностудії.

## Сюжет
Учасник Другої світової війни Бобильов разом з другом-однополчанином приїжджає в Волгоград, в місця колишніх боїв, і знайомиться з туристом із Західної Німеччини Кнаппом, колишнім унтер-офіцером, який воював в армії Паулюса…

## У ролях
- Петро Вельямінов — Бобильов Володимир Федорович, фронтовик
- Євген Шутов — Григорій Ворожун, фронтовий друг Бобильова
- Валентина Титова — Ліля Бобильова, лікар
- Олег Леушин — Діма, син Бобильова
- Вітаутас Канцлеріс — Кнапп, німецький турист, колишній унтер-офіцер
- Ольга Агапова — Еріка, онука Кнаппа
- Володимир Сєдов — Прокшін Геннадій Васильович, член колегії Держстандарту СРСР (озвучив Юрій Саранцев)
- Ірина Вельямінова — дочка Бобильова
- Тамара Логінова — Марія Карпівна, дружина Ворожуна
- Лариса Лужина — Анна Іларіонівна Капустіна
- Октябрин Балабанов — епізод
- Павло Винник — Євген Павлович, постачальник
- Олександр Єрмаков — Борис Кузьмич Бойко, директор Ковшинського заводу
- Наталія Єгорова — секретар КПРС, приймає в партію
- Анатолій Іванов — Олег Ткаченко, директор готелю в Волгограді, фронтовик (роль озвучував інший актор)
- Юрій Саранцев — священик Пахомов, учасник війни, орденоносець
- Віктор Титов — епізод

## Знімальна група
- Режисер — Ярополк Лапшин
- Сценарист — Олександр Рекемчук
- Оператор — Ігор Лукшин
- Композитор — Давид Тухманов
- Художник — Юрій Істратов